# Insigne commémoratif du personnel navigant
L'insigne commémoratif du personnel navigant, (en allemand, Flieger-Erinnerungsabzeichen), est une décoration militaire allemande du Troisième Reich. Elle fut créée le 26 mars 1936 pour récompenser les personnels navigants d'actives, de réserves ou retirés de la luftwaffe ou retraités de la luftstreitkräfte.

## Attribution
Cet insigne était attribué aux personnels navigants d'actives ou de réserves (pilotes, observateurs, tireurs et parachutistes), retirés du service, titulaires du brevet de pilote de la Première Guerre mondiale et ayant au moins de quatre ans de service ou, à défaut quinze ans de service, ou ayant du quitter le service à la suite d'un accident de vol.
Il était également décerné à des aviateurs reconvertis dans des tâches administrative ou non combattantes, car trop âgés pour continuer à piloter, ou ayant des séquelles incapacitantes à la suite de blessures.
Il pouvait être remis à titre posthume, dans ce cas il était remis aux parents les plus proches.
L'insigne a cessé d'être accordé à la fin du régime nazi en Allemagne en 1945.

## Description
L'insigne est composé d'une couronne de feuille de chêne ovale avec un swastika dans la partie inférieure. Le motif au centre représente un aigle perché sur un rocher, ailes repliées.

## Port
L'insigne devait être porté sur la poche gauche de la veste (ou de la chemise) sous la croix de fer, si celle-ci est présente.

## Après-guerre
Conformément à la loi sur les titres, ordres et décorations du 26 juillet 1957, le port de l'Insigne commémoratif du personnel navigant dans la version du Troisième Reich dans la République fédérale d'Allemagne a été autorisé, à condition que la Svastika (croix gammée) soit enlevée.